# 第42回カンヌ国際映画祭
第42回カンヌ国際映画祭（だい42かいカンヌこくさいえいがさい）は、1989年5月11日から23日にかけて開催された。

## 受賞結果
- パルム・ドール：『セックスと嘘とビデオテープ』（スティーヴン・ソダーバーグ）
- 審査員グランプリ：『ニュー・シネマ・パラダイス』（ジュゼッペ・トルナトーレ）、『美しすぎて』（ベルトラン・ブリエ）
- 審査員賞：『モントリオールのジーザス』（ドゥニ・アルカン）
- 監督賞：エミール・クストリッツァ（『ジプシーのとき』）
- 男優賞：ジェームズ・スペイダー（『セックスと嘘とビデオテープ』）
- 女優賞：メリル・ストリープ（『クライ・イン・ザ・ダーク』）
- 芸術貢献賞：『ミステリー・トレイン』（ジム・ジャームッシュ）
- 観客賞：『マニカの不思議な旅』（フランソワ・ヴィリエ）
- カメラ・ドール：エニェディ・イルディコー（『私の20世紀』）

## 審査員

### コンペティション部門
- 審査委員長
  - ヴィム・ヴェンダース （ドイツ/監督）
- 審査員
  - ヘクトール・バベンコ（アルゼンチン/監督）
  - クシシュトフ・キェシロフスキ（ポーランド/監督）
  - サリー・フィールド（アメリカ/女優）
  - ジョルジュ・ドルリュー（フランス/作曲家）
  - クリスチーヌ・グーズ・レナル（フランス/プロデューサー）
  - シルヴィオ・クレメンテッリ（イタリア/プロデューサー）
  - クロード・ベイリー（フランス/批評家）
  - ペーター・ハントケ（ドイツ/作家）
  - ルネ・ブランシャール（フランス/学生）

## 上映作品

### コンペティション部門
| 題名 原題（もしくは英題）                            | 監督                           | 製作国                           |
| ---------------------------------------------------- | ------------------------------ | -------------------------------- |
| A Cry in the Dark                                    | フレッド・スケピシ             | オーストラリア アメリカ合衆国    |
| シメール Chimère                                     | クレール・ドヴェール           | フランス                         |
| Das Spinnennetz                                      | ベルンハルト・ヴィッキ         | 西ドイツ                         |
| ドゥ・ザ・ライト・シング Do the Right Thing          | スパイク・リー                 | アメリカ合衆国                   |
| ジプシーのとき Dom za vesanje                        | エミール・クストリッツァ       | ユーゴスラビア イタリア イギリス |
| 月の子ども El Niño de la luna                        | アグスティ・ビリャロンガ       | スペイン                         |
| フランチェスコ Francesco                             | リリアーナ・カヴァーニ         | イタリア 西ドイツ                |
| モントリオールのジーザス Jésus de Montréal           | ドゥニ・アルカン               | カナダ フランス                  |
| Kuarup                                               | ルイ・グエッラ                 | ブラジル                         |
| 黒い雨                                               | 今村昌平                       | 日本                             |
| 屋根の上の女 Kvinnorna på taket                      | カール・グスタヴ・ニクヴィスト | スウェーデン                     |
| ロスト・エンジェルス Lost Angels                     | ヒュー・ハドソン               | アメリカ合衆国                   |
| 仕立て屋の恋 Monsieur Hire                           | パトリス・ルコント             | フランス                         |
| ミステリー・トレイン Mystery Train                   | ジム・ジャームッシュ           | アメリカ合衆国                   |
| ニュー・シネマ・パラダイス Nuovo cinema Paradiso     | ジュゼッペ・トルナトーレ       | イタリア フランス                |
| リユニオン -再会- Reunion                            | ジェリー・シャッツバーグ       | フランス 西ドイツ イギリス       |
| ロザリー・ゴーズ・ショッピング Rosalie Goes Shopping | パーシー・アドロン             | 西ドイツ アメリカ合衆国          |
| セックスと嘘とビデオテープ Sex, Lies, and Videotape  | スティーヴン・ソダーバーグ     | アメリカ合衆国                   |
| スプレンドール Splendor                              | エットーレ・スコラ             | イタリア フランス                |
| スウィーティー Sweetie                               | ジェーン・カンピオン           | オーストラリア                   |
| Torrents of Spring                                   | イエジー・スコリモフスキー     | イギリス イタリア フランス       |
| 美しすぎて Trop belle pour toi                       | ベルトラン・ブリエ             | フランス                         |

### ある視点部門
| 題名 原題（もしくは英題）                           | 監督                         | 製作国                  |
| --------------------------------------------------- | ---------------------------- | ----------------------- |
| Devět kruhů pekla                                   | Milan Muchna                 | カンボジア              |
| 私の20世紀 Én XX. századom, Az                      | イルディゴ・エンエディ       | ハンガリー 西ドイツ     |
| バロック Barroco                                    | ポール・ルデュク             | スペイン キューバ       |
| 達磨はなぜ東へ行ったのか 달마가 동쪽으로 간 까닭은? | ペ・ヨンギョン               | 韓国                    |
| Fool's Mate                                         | マチュー・カリエール         | 西ドイツ                |
| Il Decimo Clandestino                               | リナ・ウェルトミューラー     | イタリア                |
| Malpractice                                         | ビル・ベネット               | オーストラリア          |
| Ochibki younisti.                                   | ボリス・フルミン             | ソビエト連邦            |
| Peaux De Vaches                                     | パトリシア・マズュイ         | フランス                |
| Piravi                                              | シャジ・N・カルン            | インド                  |
| サンタ・サングレ/聖なる血 Santa Sangre              | アレハンドロ・ホドロフスキー | イタリア                |
| 黒い罪 Schwarze Sunde                               | ストローブ＝ユイレ           | 西ドイツ                |
| Sfayah Min Dhahab                                   | ヌーリー・ブジッド           | チュニジア              |
| Smertch                                             | バコ・サディコフ             | タジキスタン            |
| ペテルブルグ幻想 The Prisoner of St. Petersburg     | イアン・ブリングル           | 西ドイツ オーストラリア |
| Treffen in Travers                                  | ミヒャエル・グヴィスデク     | 西ドイツ                |
| ビーナス・ピーター Venus Peter                      | イアン・セラー               | イギリス                |
| サラフィナの声 Voices of Sarafina!                  | ナイジェル・ノーブル         | アメリカ合衆国          |
| ベルーシ/ブルースの消えた夜 Wired                   | ラリー・ピアース             | アメリカ合衆国          |

### 特別招待作品
- アラビアのロレンス/完全版 - デヴィッド・リーン（イギリス）
- スキャンダル - マイケル・ケイトン＝ジョーンズ（イギリス）
- ニューヨーク・ストーリー - マーティン・スコセッシ、ウディ・アレン、フランシス・フォード・コッポラ（アメリカ）
- 私が愛したグリンゴ - ルイス・プエンソ（アメリカ）
- 1001 Films - アンドレ・デルヴォー（ベルギー）
- 50 Ans - ジル・カル（カナダ）
- Ganashatru. - サタジット・レイ（インド）
- Le Peuple singe - ジェラール・ヴィエンヌ（フランス）
- Les insoumis - リノ・ブロッカ（フィリピン）
- Liberté - ローラン・ジャコブ（フランス）